# Chikako Mori
Chikako Mori (japanisch 森 智香子 Mori Chikako; * 25. November 1992 in Nagayo) ist eine japanische Leichtathletin, die sich auf den Hindernislauf spezialisiert hat und auch im Mittel- und Langstreckenlauf an den Start geht.

## Sportliche Laufbahn
Erste internationale Erfahrungen sammelte Chikako Mori im Jahr 2010, als sie bei den Juniorenasienmeisterschaften in Hanoi in 4:35,26 min die Bronzemedaille im 1500-Meter-Lauf gewann. 2013 startete sie über diese Distanz bei den Ostasienspielen in Tianjin und gewann dort in 4:20,04 min die Bronzemedaille hinter den Chinesinnen Zhao Jing und Liu Fang. 2018 gelangte sie bei den Hallenasienmeisterschaften in Teheran mit 9:59,83 min auf den vierten Platz im 3000-Meter-Lauf und 2023 wurde sie bei den Asienmeisterschaften in Bangkok in 9:56,67 min Fünfte über 3000 m Hindernis.
2017 wurde Mori japanische Meisterin im 3000-Meter-Hindernislauf.

## Persönliche Bestzeiten
- 1500 Meter: 4:14,97 min, 15. Mai 2021 in Kumagaya
- 3000 Meter: 9:12,78 min, 17. September 2022 in Tokio
  - 3000 Meter (Halle): 9:59,83 min, 1. Februar 2018 in Teheran
- 5000 Meter: 15:21,42 min, 10. Dezember 2021 in Kyōto
- 3000 m Hindernis: 9:45,27 min, 24. Juni 2016 in Nagoya